# Lena and the Geese
Lena and the Geese é um filme mudo norte-americano de 1912, do gênero romance, dirigido por D. W. Griffith e estrelado por Mary Pickford. O filme também foi roteirizado por Mary Pickford a partir de uma história homônima. Impressões existem em coleções de filmes privados.